# Erica Dasher
Erica Dasher (ur. 27 października 1987 w Houston) – amerykańska aktorka, która wystąpiła m.in. w serialu Jane by Design i filmie The Body Tree.

## Filmografia

### Filmy
| Rok  | Tytuł              | Rola               | Uwagi            |
| ---- | ------------------ | ------------------ | ---------------- |
| 2008 | Reservations       |                    | asyst. produkcji |
| 2009 | Speak Easy         |                    | producentka      |
| 2010 | Chicken on a Pizza | Larry's Girlfriend | krótkometr.      |
| 2011 | Come Visit         | Amelia             | krótkometr.      |
| 2014 | Era Apocrypha      |                    | krótkometr.      |
| 2014 | Wave               | Michelle           | krótkometr.      |
| 2016 | Dating Daisy       | Liz                |                  |
| 2017 | The Body Tree      | Alice              |                  |
| 2019 | Ouroboros          | Annette            | krótkometr.      |
| 2019 | Dime               |                    | krótkometr.      |
| 2019 | Something Round    | Lindsay            | krótkometr.      |
| 2024 | Saint Clare        | Amity Liston       |                  |

### Telewizja
| Rok  | Tytuł                             | Rola           | Uwagi              |
| ---- | --------------------------------- | -------------- | ------------------ |
| 2009 | Vicariously                       | Kristy         | 1 odc.             |
| 2009 | The Lake                          | Madison        | 12 odc.            |
| 2012 | Jane by Design                    | Jane Quimby    | główna rola        |
| 2013 | CSI: Kryminalne zagadki Las Vegas | Carrie Sinlair | 1 odc.             |
| 2015 | Agenci NCIS: Nowy Orlean          | Sofia Freeman  | 1 odc.             |
| 2016 | Guidance                          | Alana Maynor   | gł. rola (seria 2) |
| 2018 | Poza czasem                       | Alice Paul     | 1 odc.             |